# Fusion-io

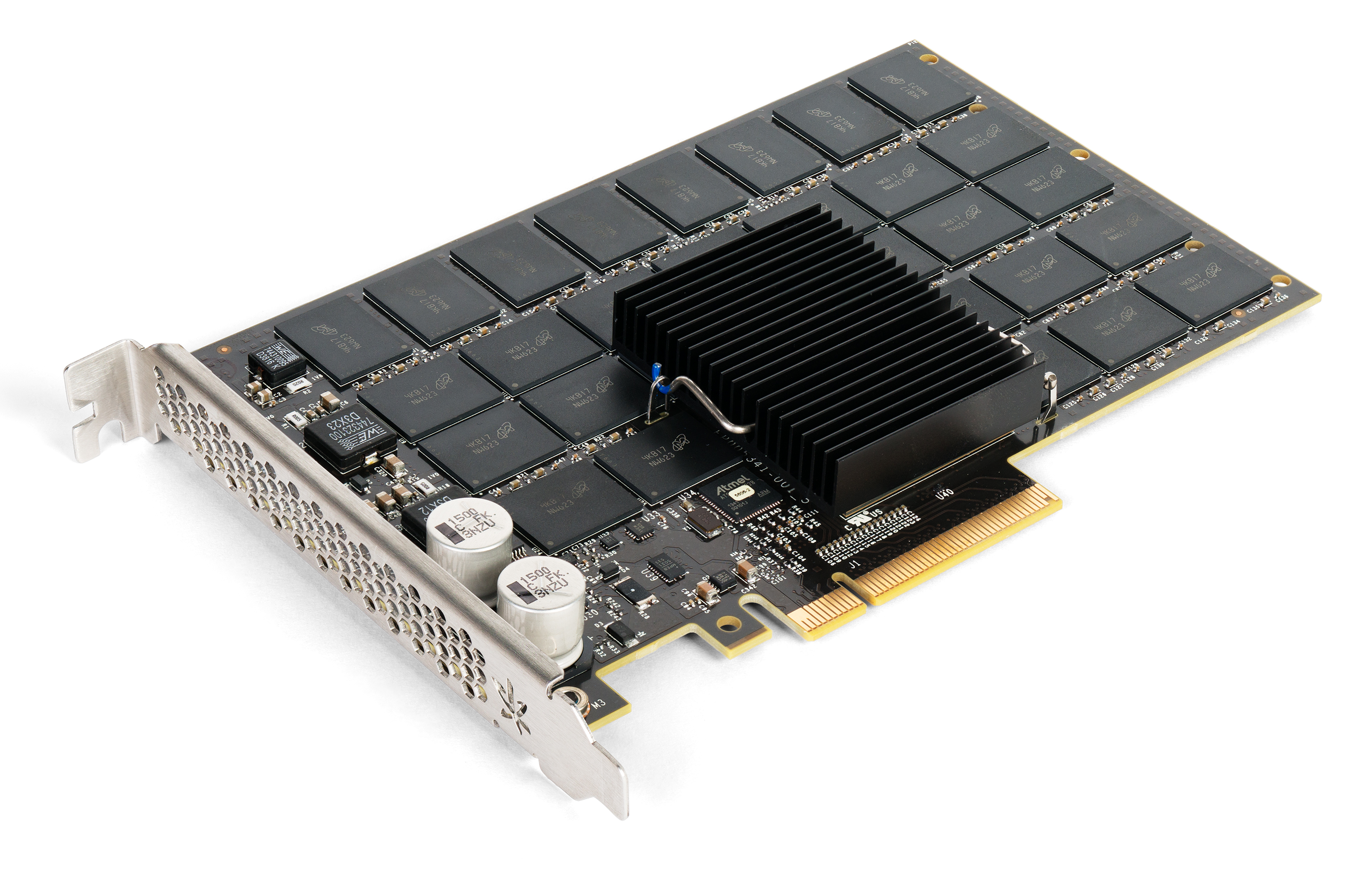
SanDisk Fusion ioMemory PX600-5200: 5.2TB FH/HL PCI-E SSD.

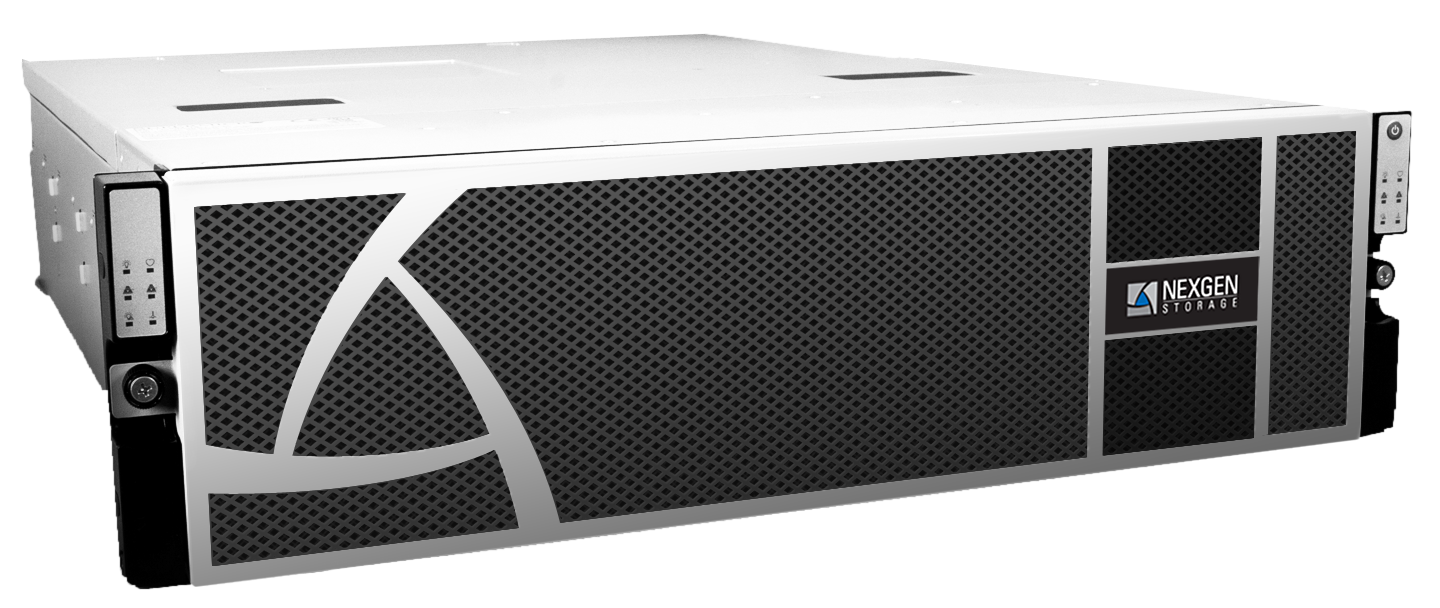
2012年当時のNexGen n5、改名後はioControlハイブリッド・ストレージ

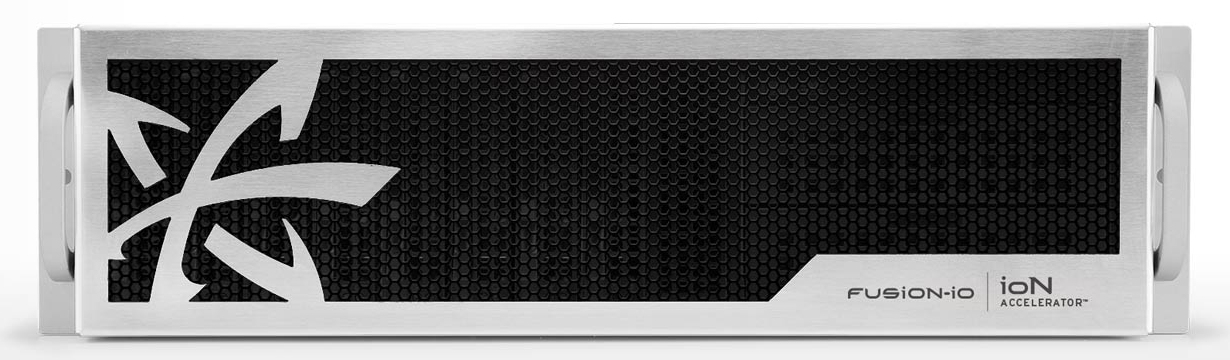
ION Accelerator

Fusion-io, Inc. は、ユタ州コットンウッド・ハイツに本拠を置き、2014年にサンディスク・コーポレーションに買収された コンピュータ・ハードウェアおよびソフトウェア・システム会社とそのブランド。
フラッシュメモリ技術を使用した製品を設計および製造していた。
Fusion ioMemoryは、データベース、仮想化、クラウド・コンピューティング、ビッグ・データなどのアプリケーション向けに販売されていた。ioDrive製品は、2011年頃に市場で最も高速なストレージ・デバイスの1つであると考えられていた。

## 歴史
同社は2005年12月ネバダ州にCanvas Technologiesとして設立された。共同設立者はデビッド・フリン(David Flynn)とリック・ホワイト(Rick White)であった。同社はソルトレイクシティ近くのユタ州コットンウッド・ハイツに拠点を置いていた。2006年6月に、社名をFusion Multisystems, Incorporatedに変更した。ioDriveというブランド名の製品がデモンストレーションされ、2007年9月に発表された。
2008年3月に、Fusion-ioはニュー・エンタープライズ・アソシエイツが率いる投資家グループからのシリーズAラウンド資金調達で1,900万ドルを調達した。当時、デビッド・フリンが最高技術責任者であり、ドン・バシルが最高経営責任者であった。マイケル・デルは、このラウンド中にFusion-ioに投資した。同社は、2009年初頭までにBusiness Week のオンライン投票で「革新的な新進気鋭の企業」に選ばれた。
2009年と2010年は、デビッド・ブラッドフォード(David Bradford)がCEOを務めた。
2009年
- 2月
  - Fusion-ioはApple Inc.の共同創設者スティーブ・ウォズニアックを主任科学者として雇用した[9]。
  - Red Herring（英語版）誌によって「トップ100」企業として選ばれた[10]。
- 3月 - Fusion-ioは新しい高性能ソリッドステートドライブであるIO Acceleratorに関してヒューレットパッカードと協力し始めた[11]。
- 4月 - Fusion-ioはライトスピード・ベンチャー・パートナーズ（英語版）率いるシリーズBラウンドで4,750万ドルの投資を受けることを発表した[12][13]。
  - 10月 - ハードウェア・パートナーのSamsungは、この後にFusion-ioに投資した[14]。

2010年
- 4月 - メリテック・キャピタル・パートナーズ（英語版）率いる3回目の資金調達ラウンドは(アクセル・パートナーズ（英語版）とアンドリーセン・ホロウィッツからの追加資本も併せて)総額4,500万ドルが提供された[15]。
- 3月に同社は、The Wall Street Journal によって2番目に有望な情報技術企業に選ばれた[16]。
- 5月 - Linuxのblock-ioの主な開発者(ジェンス・アクスボー)がOracleを退職後、Fusion-ioに入社[17]。

2011年
- 3月にFusion-ioは初めて新規株式公開 (IPO) を申請し、株式はティッカーシンボル「FIO」でニューヨーク証券取引所に上場した[5]。その当時、Facebookが収益の大半を占めた。
- 6月 - Fusion-ioはIPO価格を引き上げ、企業価値を14億ドルにすると発表した。同社はこれまで、自社株の価値を約11億7000万ドルと見積もっていた[18]。株式は6月9日に売り出され、評価額は約20億ドルに上昇した[19]。
- 8月5日、Fusion-ioはIO Turbineを約9500万ドルで買収した[20]。IO Turbineの主な製品は、仮想化、特にVMware環境を意識したioTurbineハイブリッド・アレイ（英語版） (フラッシュへのキャッシュ用) ソフトウェアであった[21][22]。

2012年
- 1月、Fusion-ioがサンフランシスコで開催されたDEMO Enterpriseイベントにて8台のサーバーから10億IOPSの記録破りを達成した[要出典]。
- 6月、Btrfsの主な開発者であるChris MasonはOracleを退職した後にFusion-ioに入社し[23]、Josef BacikはRed Hatを退職してFusion-ioに入社した[24]。
- 8月、Fusion-ioは、ION Data Acceleratorソフトウェアを発表した[25]。
  - 2014年2月以降、ION製品はソフトウェア製品ではなくアプライアンスとして提供されている[26]。

2013年
- 3月、Fusion-ioはSCST（英語版）汎用SCSIターゲット・レイヤのデベロッパーであるLinux向けソフトウェア・ディファインド・ストレージ企業ID7を買収した[27][28]。
- Storage FieldのDay 3(3日目)にて、Fusion-ioは4月にNexGen Storageを現金1億1,400万ドルと株式500万ドルで買収したと発表した[29][30]。NexGenはコロラド州ルイビル（英語版）にあり、同社には2011年11月に発表され2012年7月にアップグレードされたn5という製品があった[31][32][33]。n5はハードディスクドライブとフラッシュメモリを含むハイブリッド製品で、ディスクのみよりも安定したパフォーマンス保証を提供することを目的としていた[34]。n5は買収後、ioControlハイブリッド・ストレージに改名された[35]。
- 5月、共同創設者のデビッド・フリン氏（CEO）とリック・ホワイト氏（CMO）が退任した。
  - 10月、CFOのデニス・ウォルフ(Dennis Wolff)氏が退任した[36][37]。
  - 11月、Btrfsの開発者であるChris MasonとJosef BacikはFusion-ioを去り、Facebookに移った[38][39][40]。

2012年と2013年には、FacebookとAppleという2つの主要顧客に依存しすぎていると批判された。しかしながら、2014年第2四半期の決算発表で、第2四半期には12社の顧客の注文がそれぞれ100万ドルを超えたことが明らかになった。
2014年
- Linuxカーネルのスケーラブルなマルチキュー・ブロック・レイヤはFusion-ioのエンジニア、アクスボーとShaohua Liによって開発され、1月19日にリリースされたカーネル・バージョン3.13でメインラインカーネルに統合された。
  - この新しいブロック層はNVM Expressを使用するSSDによって提供される並列処理を使用する (したがって、より高いパフォーマンスが提供される)。
  - Linuxカーネル・バージョン3.13のリリースでは、この新しいインターフェイスを実際に使用するようにvirtioblkドライバのみが変更された。
  - この新機能の技術プレゼンテーション・ペーパーはACM SYSTOR（英語版）'13で公開された[45][46][47]。
- 上半期中、Fusion-ioはLinuxカーネルSCSIコアからblk-mqアプローチへのコンバージョンを後援した[48]。
- 1月、ジェンス・アクスボー氏は、Facebookに入社するためにFusion-ioを辞めることを発表した[49]。
- 6月、SanDiskはFusion-ioを買収する意向を発表した[50]。
  - 7月、買収を完了した[51]。

## 技術
Fusion-ioは自分たち自身のアーキテクチャをioMemoryと呼んでいた。2007年のDEMOカンファレンスで発表され、2008年にはioSANというソフトウェアが披露された。
- 2009年3月、ヒューレットパッカードは、特にHP BladeSystem Cシリーズ サーバー向けにFusion-io技術を適応させたHP StorageWorks IO Acceleratorを発表した[53][54]。
- Fusion-io技術に基づくIBMのQuicksilverプロジェクトは[55]、2008年にソリッドステート技術が100万IOPSを実現できることを示した[56]。
  - 2009年9月までに、IBMは(ioDriveに基づく)PCIeアダプタをIBMサーバ向けに提供した[57]。
  - 2009年12月、IBMはアプライアンス向けの技術をライセンス供与すると発表した[58][8]。

## リファレンス
1. ↑  “Management Team :: Fusion-io”. Fusionio.com. 2013年5月28日閲覧。
2. ↑  “About Company”.   Fusion-io fusionio.com. 2013年11月8日時点のオリジナルよりアーカイブ。2023年7月7日閲覧。
3. ↑  Kevin OBrien (2011年9月12日). “Fusion-io ioDrive Duo Review (640GB)”. StorageReview.com. 2016年11月21日閲覧。
4. ↑  “Entity Actions for Fusion Multisystems, Inc.”. Company registration information.   Nevada Secretary of State. 2013年10月15日閲覧。
5. 1 2  Fusion-io (2011年3月9日). “Prospectus”. Form S-1.   US Securities and Exchange Commission. 2013年10月15日閲覧。
6. 1 2  “Fusion-io announces ioDrive, placing the power of a SAN in the palm of your hand”. Press release.   Fusion-io (2007年9月25日). 2010年5月9日時点のオリジナルよりアーカイブ。2013年10月15日閲覧。
7. 1 2  “Fusion-io Closes $19M in Series A Funding”. Press release.   NEA (2008年3月31日). 2013年10月15日閲覧。 [リンク切れ]
8. 1 2 3  Arik Hesseldahl (2009年3月30日). “How Fusion-io Improves Companies' Memory”. Business Week.   Bloomberg. 2009年4月5日時点のオリジナルよりアーカイブ。2016年9月20日閲覧。
9. ↑  Ashlee Vance (2009年2月4日). “Wozniak Accepts Post at a Storage Start-Up”. The New York Times. 2023年7月7日閲覧。
10. ↑  “Fusion-io Awarded Red Herring Top 100 Global Company”. Press release.   Fusion-io (2009年2月2日). 2009年11月24日時点のオリジナルよりアーカイブ。2016年9月20日閲覧。
11. ↑  “Fusion-io Joins with HP to Accelerate Enterprise Server Application Performance”. 2009年3月20日時点のオリジナルよりアーカイブ。2022年11月11日閲覧。
12. ↑  Murph, Darren (2009年4月7日). “Fusion-io nabs more funding, teases new PCIe-based ioSAN”.   engadet.com. 2023年7月7日閲覧。
13. ↑  Jon Brodkin (2009年4月8日). “Fusion-io lands $47 million to ramp up development of flash storage”. Network World 2016年9月20日閲覧。
14. ↑  Savov, Vlad (2009年10月21日). “Samsung invests in Fusion-io, takes relationship to 'a new level'”.   engadget.com. 2023年7月7日閲覧。
15. ↑  Don Clark (2010年4月18日). “Storage Startup Fusion-io Continues Rapid Pace”. Digits blog.   Wall Street Journal. 2013年10月14日閲覧。
16. ↑  Debaise, Colleen and Scott Austin (2010年3月9日). “Sizing Up Promising Young Firms”.  The Wall Street Journal. 2023年7月7日閲覧。
17. ↑  ジェンス・アクスボー (2010年5月31日). “Last Day at Oracle”. 2012年4月16日時点のオリジナルよりアーカイブ。2023年7月7日閲覧。
18. ↑  Leena Rao (2011年6月7日). “Fusion-io Ups Price Of IPO To $16 To $18 Per Share; Now Valued At $1.4 Billion”. Tech Crunch 2013年10月15日閲覧。
19. ↑  Scott Austin (2011年6月9日). “On IPO Day, Fusion-io Valued At Just Under $2B”. Venture Capital Dispatch (Wall Street Journal) 2013年10月15日閲覧。
20. ↑  “After Strong IPO, Fusion-io Buys IO Turbine For About $95M”.   Dow Jones. 2013年6月3日閲覧。
21. ↑  Mellor, Chris. “Fusion-io polishes up ioTurbine: Let them eat 1-click app cache”. Theregister.com. 2021年12月23日閲覧。
22. ↑  “Fusion-io updates ioTurbine to aid more types of on-server caching”. pcworld.com.  PC World (2013年6月24日). 2017年4月6日閲覧。
23. ↑  Chris Mason (2012年6月7日). “Leaving Oracle”. 2016年4月12日時点のオリジナルよりアーカイブ。2012年6月7日閲覧。
24. ↑  Josef Bacik (2012年6月20日). “Leaving Red Hat”. Marc.info. 2023年7月7日閲覧。
25. ↑  “Fusion-io Introduces ION Data Accelerator Software Defined Storage”. Press release.   Fusion-io (2012年8月1日). 2014年6月16日時点のオリジナルよりアーカイブ。2023年7月7日閲覧。
26. ↑  “Application Acceleration Appliances”. Press release.   Fusion-io (2014年2月6日). 2014年6月16日時点のオリジナルよりアーカイブ。2023年7月7日閲覧。
27. ↑  Meyer, David (2013年3月18日). “ID7 buy takes Fusion-io deeper into software-defined storage”. ComputerWeekly.com. 2023年5月21日時点のオリジナルよりアーカイブ。2023年7月7日閲覧。
28. ↑  Adshead, Antony (2013年3月18日). “Fusion-io picks up software-defined storage firm ID7 for SCST chops”. gigaom. 2022年12月5日時点のオリジナルよりアーカイブ。2023年7月7日閲覧。
29. ↑  Joey Ferguson (2013年5月1日). “Fusion-io, NexGen CEOs talk acquisition, integration”. Silicon Slopes. 2013年10月14日時点のオリジナルよりアーカイブ。2013年10月14日閲覧。
30. ↑  “Fusion-io Acquires NexGen Storage”. Press release (Fusion-io). (2013年4月24日) 2013年10月14日閲覧。
31. ↑  “Delivers First SAN Storage System with Quality of Service for Business Critical Virtualization”. Press release (NexGen Storage). (2011年11月8日).  オリジナルの2011年11月15日時点におけるアーカイブ。 2013年10月15日閲覧。
32. ↑  Drew Robb (2012年8月13日). “5 Flash Storage Vendors That Shine”. Infostor 2013年10月14日閲覧。
33. ↑  Nathan Eddy (2012年7月23日). “NexGen Releases n5 Series Solid State Storage Appliances”. eWeek 2013年10月14日閲覧。
34. ↑  Enterprise Strategy Group (2012年4月5日). “NexGen n5 Storage System: Storage QoS with 'Cruise Control' Performance”. Promotional review. 2013年4月20日時点のオリジナルよりアーカイブ。2013年10月15日閲覧。
35. ↑  “NexGen Storage is now ioControl Hybrid Storage”. 2013年6月28日時点のオリジナルよりアーカイブ。2013年10月15日閲覧。
36. ↑  Fusion-io Plunges Most Ever After CEO, Co-Founder Resign, Bloomberg, 2013-05-08.
37. ↑  More Bad News From Steve Wozniak's Fusion-IO: A Crummy Outlook And The CFO Is Leaving, Business Insider, 2013-10-23.
38. ↑  Leaving Fusion-io, Chris Mason, Lwn.net, 2013-11-27.
39. ↑  Josef Backik leaving Fusion-io, Markmail.org, 2013-11-27.
40. ↑  Larabel, Michael (2013年12月4日). “Lead Btrfs FIle-System Developers Join Facebook”. Phoronix.com. 2022年11月9日時点のオリジナルよりアーカイブ。2023年7月7日閲覧。
41. ↑  Wolfgang Gruener (October 26, 2012), "Fusion-io Buzzing Because of Apple, Facebook", Tom's Hardware
42. ↑  Rex Crum, (Jan. 31, 2013) "Fusion-io Falls 12% on Apple, Facebook Order Delays", Wall Street Journal
43. ↑  Chris Mellor (9th August 2013), "Flash angel Fusion-io flies too close to Facebook, Apple, plummets to Earth", The Register
44. ↑  “Fusion-io's CEO Discusses F2Q 2014 Results - Earnings Call Transcript” (2014年1月22日). 2023年7月7日閲覧。
45. ↑  “1.1 A scalable block layer for high-performance SSD storage”. Linux 3.13.   kernelnewbies.org (2014年1月19日). 2014年1月25日閲覧。
46. ↑  Jonathan Corbet (2013年6月5日). “The multiqueue block layer”.  LWN.net. 2014年1月25日閲覧。
47. ↑  “Linux Block IO: Introducing Multi-queue SSD Access on Multi-core Systems”. kernel.dk.   ACM (2013年). 2014年1月25日閲覧。
48. ↑  Hellwig, Christoph (2014年6月12日). “scsi-mq”. Lkml.org. 2023年7月7日閲覧。
49. ↑  Leaving Fusion-io, ジェンス・アクスボー, Lkml.org, 2014-01-24.
50. ↑  SanDisk to buy Fusion-io to boost flash storage business, Reuters, 2014-06-16.
51. ↑  Sandisk completes acquisition of Fusion-io, Sandisk, 2014-07-23.
52. ↑  “Fusion-io”. DEMO Fall 2008 conference alumni information.   IDG. 2013年10月15日閲覧。
53. ↑  Chris Preimesberger (2009年4月6日). “Fusion-io, HP Team Up for 1M IOPs, 8G-bps Throughput Benchmark Session”. eweek. 2016年11月21日閲覧。[リンク切れ]
54. ↑  Fusion-io (2009年3月3日). “Fusion-io Joins with HP to Accelerate Enterprise Server Application Performance for HP BladeSystem Customers”. Press release.  オリジナルの2009年3月20日時点におけるアーカイブ。 2013年10月15日閲覧。
55. ↑  “Fusion-io and IBM Team to Improve Enterprise Storage Performance”.   Fusion-io (2008年9月3日). 2009年11月24日時点のオリジナルよりアーカイブ。2010年8月3日閲覧。
56. ↑  Barry Whyte (2008年8月20日). “1M IOPs from Flash - actions speak louder than words”.  IBM. 2016年11月21日閲覧。
57. ↑  “IBM Solid State Storage - PCIe Adapters”.  IBM. 2009年9月25日時点のオリジナルよりアーカイブ。2016年11月21日閲覧。
58. ↑  Chris Preimesberger (2009年12月9日). “IBM Hooks Up with Wozniak, Fusion-io in OEM Pact for SSDs”.   eweek.com. 2013年1月23日時点のオリジナルよりアーカイブ。2016年11月21日閲覧。